# La Dissection des parties du corps humain
 (juillet 2025).
Si vous disposez d'ouvrages ou d'articles de référence ou si vous connaissez des sites web de qualité traitant du thème abordé ici, merci de compléter l'article en donnant les références utiles à sa vérifiabilité et en les liant à la section « Notes et références ».

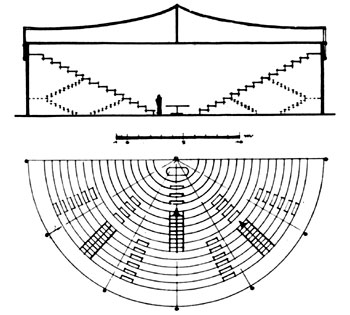
Plan du théâtre anatomique rêvé par Charles Estienne et décrit dans son traité d'anatomie La Dissection des parties du corps humain.

La Dissection des parties du corps humain est l'intitulé en français d'un traité d'anatomie de l'anatomiste français Charles Estienne, ou Carolus Stephanus. Il fut publié pour la première fois en latin sous le titre  De dissectione partium corporis humani en 1545 avant d'être traduit en français l'année suivante, probablement par l'auteur lui-même.